# Bere
Bere è un villaggio del Botswana situato nel distretto di Ghanzi, sottodistretto di Ghanzi. Il villaggio, secondo il censimento del 2011, conta 559 abitanti.

## Località
Nel territorio del villaggio sono presenti le seguenti 14 località:
- Botshabelo di 6 abitanti,
- Dorren di 24 abitanti,
- Haure Habbis Farm 13 MK di 20 abitanti,
- Karata di 22 abitanti,
- Metsimatala di 58 abitanti,
- Molalathosi di 7 abitanti,
- Nakatsaphofu,
- Nawa Syndicate di 3 abitanti,
- Nkoyathosi,
- Sokola di 30 abitanti,
- Takatshwane,
- Thupalela di 25 abitanti,
- Tsholofelo di 24 abitanti,
- Xamaxou/Belgium